# Guido Huber
Guido Huber (* 26. Oktober 1881 in Krumbach; † 1953) war ein deutscher Parapsychologe.
Huber promovierte 1915 an der Universität Zürich mit einer Dissertation über Intelligenzprüfungen. Er vertrat die Idee der Fusion des Subjekts und des Objekts in einem „kosmischen Bewusstsein“.
Er dozierte in Davos und gründete eine Privatschule.
Seine bedeutendsten Schriften Âkâça, der mystische Raum (1955), Das Fortleben nach dem Tode (1957) und Übersinnliche Gaben (1959) erschienen im Zürcher Origo Verlag.